# Pelican Island (ö i Gambia)
Pelican Island är en ö i Gambia. Den ligger i regionen North Bank, i den västra delen av landet i Gambiafloden. Ön består av träskmark.